# Soto de la Barca
Soto de la Barca (en asturiano y oficialmente: Soutu) es un lugar que pertenece a la parroquia de La Barca en el concejo de Tineo (Principado de Asturias). Se encuentra a 229 m s. n. m. y está situada a 11,50 km de la capital del concejo, la villa de Tineo.

## Población
En 2020 contaba con una población de 32 habitantes (INE, 2020) repartidos en un total de 93 viviendas (INE, 2010).